# Plešivica, Brezovica
Plešivica je naselje v Občini Brezovica okoli vzpetine - osamelca Plešivica (390 m) na Ljubljanskem Barju